# 蜜西·艾莉特
梅利莎·阿內特·「蜜西」·艾莉特（英語：Melissa Arnette "Missy" Elliott，1971年7月1日—），另有藝名Misdemeanor，是位美國饒舌歌手、歌手、詞曲作家和唱片製作人。她於1990年代加入了由喬戴西合唱團成員搖擺德凡特領導的音樂集體Swing Mob底下的當代節奏藍調女子合唱組合Sista，由此開始了她的音樂生涯。該組合的首張專輯《4 All the Sistas Around da World》於1994年由厄勒克特拉唱片發行，雖然在銷量上失敗，但仍獲得評論的好評。在這之後，艾莉特開始與同為Swing Mob成員的專輯製作人提姆巴蘭合作，為702、阿莉雅、SWV、全心全意合唱團等藝人創作與製作作品。艾莉特於1996年以各種合作與客串中以個人身分重返樂壇，並於隔年7月發行了首張個人錄音室專輯《極速飛行》。這張專輯的銷售成績十分亮眼，在《Billboard 200》榜單上最高到第三名，其中主打單曲之一的〈Sock It 2 Me〉（小傢伙客串）也成功在《告示牌百大單曲榜》上進軍至前20名，成為了她晉身主流音樂界的門票。
艾莉特第二張專輯《真實的世界》（1999年）產出了熱銷單曲〈She's a Bitch〉、〈All n My Grill〉（博爺和妮可·雷客串）以及〈Hot Boyz〉（重混版有Lil' Mo、纳斯、伊芙和Q堤客串），其中最後者於2000年1月創下了在《節奏藍調及嘻哈熱門歌曲榜》上連續排名第一最多週的記錄（直到2019年被納斯小子的〈鄉村老街〉打破為止），同時也於1999年12月至2000年3月間在《告示牌熱門饒舌歌曲榜》上拿下連續18週排名第一的傲人成績。她的第三與第四張專輯《無法自拔》（2001年）和《建構中》（2002年）中的單曲〈Scream a.k.a. Itchin〉（提姆巴蘭客串）和〈Work It〉使她成為了兩次葛萊美獎最佳女饒舌獨唱表演獎的唯一獲獎者。不僅如此，這兩張專輯也在《告示牌百大單曲榜》上分別奪得第二及第三名的佳績。在第五張專輯《嘻哈道》（2003年）之後，艾莉特的第六張專輯《嘻哈滿漢全席》（2005年）獲得了與《建構中》比肩的成功，其主打單曲〈Lose Control〉（席亞拉和Fatman Scoop客串）也在《百大單曲榜》上來到前三名。艾莉特在經過長期休整後，她於2019年發行久違14年的新作品—首張EP《流行指標》宣告她的回歸。
艾莉特至今得過四次葛萊美獎在內等多個獎項。根據《告示牌》的數據，她的各個作品加總已在全球售出四千萬張唱片，使她成為尼爾森音樂史上最暢銷的女饒舌歌手。她是第一位入選歌曲作者名人堂（2019年）和摇滚名人堂（2023年）的女饒舌歌手，並也獲得過MTV音樂錄影帶大獎的麥可·傑克森音樂錄影帶先鋒獎，以表揚她在音樂錄影帶領域的貢獻與影響。《告示牌》於2020年將她列為有史以來100位最偉大音樂錄影帶藝術家的第5位。艾莉特於2021年在好萊塢星光大道得到一顆星。

## 音樂作品
錄音室專輯
- 《極速飛行（英语：Supa Dupa Fly）》（1997年7月15日）
- 《真實的世界（英语：Da Real World）》（1999年6月22日）
- 《無法自拔（英语：Miss E... So Addictive）》（2001年5月15日）
- 《建構中（英语：Under Construction (album)）》（2002年11月12日）
- 《嘻哈道（英语：This Is Not a Test!）》（2003年11月25日）
- 《嘻哈滿漢全席（英语：The Cookbook）》（2005年7月4日）

## 影視作品
| 年份 | 名稱                            | 飾演角色      | 備註   |
| ---- | ------------------------------- | ------------- | ------ |
| 2001 | 《嘻哈奇俠》                    | 迪瓦（Diva）  |        |
| 2003 | 《Ultrasound: Hip Hop Dollars》 | 她自己        | 紀錄片 |
| 2003 | 《蜜糖第一名》                  | 她自己        |        |
| 2004 | 《淡入黑色》                    | 她自己        | 紀錄片 |
| 2004 | 《鲨鱼黑帮》                    | 蜜西（Missy） | 配音   |
| 2005 | 《Just for Kicks》              | 她自己        | 紀錄片 |

| 年份 | 名稱                                      | 飾演角色         | 備註                                             |
| ---- | ----------------------------------------- | ---------------- | ------------------------------------------------ |
| 1997 | 《歡笑時刻》                              | 她自己           | 《702》（第3季第8集） 《MC Lyte》（第3季第20集） |
| 1997 | 《凡人琐事》                              | 她自己           | 《Original Gangster Dawg》（第9季第10集）        |
| 1998 | 《韋恩兄弟》                              | 她自己           | 《The Kiss》（第5季第7集）                       |
| 2003 | 《伊芙》                                  | 她自己           | 《Private Dancer》（第1季第9集）                 |
| 2003 | 《明星大整蛊》                            | 她自己           | 《Missy Elliott》（第2季第1集）                  |
| 2005 | 《蜜西·艾莉特之星光大道》                 | 她自己           | 真人實境節目                                     |
| 2008 | 《Ego Trip's Miss Rap Supreme》           | 她自己           | 真人實境節目                                     |
| 2008 | 《My Super Sweet 16》                     | 她自己           | 《Demetrius》（第8季第1集）                      |
| 2008 | 《全美街舞大賽》                          | 助理評審         | 第二季                                           |
| 2009 | 《Party Monsters Cabo》                   | 她自己           | 《Missy Elliott》（第1季第7集）                  |
| 2010 | 《What Chilli Wants》                     | 她自己           | 《What Chilli Wants》（第1季第3集）              |
| 2015 | 《美國好聲音》                            | 助理導師         | 第九季                                           |
| 2016 | 《特工老爹》                              | YoYo             | 《Stan-Dan Deliver》（第13季第8集，配音）        |
| 2016 | 《Taraji P. Henson's White Hot Holidays》 | 她自己，客串演出 | FOX電視特別節目                                  |
| 2017 | 《星途》                                  | 南瓜             | 出演兩集                                         |

## 延伸閱讀
- Rappe, Michael. . Dohr. 2010. ISBN 978-3-936655-67-4.

## 外部連結
- 官方网站
- 蜜西·艾莉特在Amazon Music上的頁面